# Christus Rex (ugrupowanie)

Flaga ruchu reksistowskiego.

Christus Rex (łac. Chrystus Król, reksiści) – walońskie skrajnie prawicowe, faszystowskie i katolickie ugrupowanie polityczne w Belgii działające od 1935 r., w okresie okupacji podjęło się kolaboracji z Niemcami hitlerowskimi.

## Okres przedwojenny

### Historia ruchu politycznego
Założycielem ruchu reksistowskiego był Léon Degrelle. W 1930 r. władze kościelne powierzyły mu stanowisko dyrektora katolickiego konserwatywnego tygodnika „Christus Rex”. Zbliżył się wówczas do poglądów Charles’a Maurras’a i francuskich integralistów. Jednocześnie był działaczem Belgijskiej Partii Katolickiej. W 1934 r. wyjechał do Meksyku, ogarniętego powstaniem tzw. cristeros, gdzie jako korespondent wojenny napisał serię artykułów o prześladowaniach tamtejszych katolików przez rządowe siły antyklerykalne.
Po powrocie do Belgii w 1935 r. wystąpił z Belgijskiej Partii Katolickiej i powołał ruch polityczny pod nazwą „Christus Rex”, popularnie zwany ruchem reksistowskim. 2 listopada tego roku wziął udział w Kortrijku na Kongresie Federacji Katolickich Stowarzyszeń Belgijskich (notabene sam sobie przyznając prawo głosu), na którym wystąpił z mową oskarżycielską przeciwko ich przywódcom, zarzucając im wspólnotę interesów z wielkim kapitałem i finansjerą zamiast obrony głosujących na nich ubogich rzesz katolickich. W maju 1936 r. jego ugrupowanie uzyskało 11,5% głosów w wyborach do belgijskiego parlamentu (w tym w Walonii 25%), co dało 21 mandatów poselskich i 12 senatorskich. Reksistowscy parlamentarzyści przyszli na inauguracyjną sesję z miotłami na ramieniu, symbolem tego, co miało czekać skorumpowanych polityków.
W marcu 1937 r. doszło do kryzysu wśród reksistów z powodu wystawienia w przedterminowych wyborach przez Degrelle'a swojej kandydatury na premiera przeciwko przywódcy Belgijskiej Partii Katolickiej, Paulowi van Zeelandowi. Doprowadziło to do potępienia ruchu reksistowskiego przez prymasa arcybiskupa Malines. Przeciwko ruchowi reksistowskiemu stanęła zwarta koalicja wszystkich liczących się partii politycznych. Chociaż otrzymał on 19% głosów, było to jednak zbyt mało, aby odegrać decydującą rolę w życiu kraju. W kolejnych latach poparcie dla reksistów spadało, co było w dużej mierze spowodowane wycofaniem poparcia przez hierarchię Kościoła katolickiego. W rezultacie w wyborach parlamentarnych w 1939 r. zdobyto tylko 4,4% głosów (4 mandaty).
W okresie przed wybuchem wojny z Niemcami L. Degrelle, podobnie jak król Leopold III, pragnął zachowania neutralności Belgii. Ruch reksistowski współpracował z Flamandzkim Związkiem Narodowym (Vlaamsch National Verbond). Pod koniec lat 30. Degrelle nawiązał także kontakty z partiami faszystowskimi. Uczestniczył jako gość na zjeździe niemieckiej NSDAP, uzyskując od niej wsparcie finansowe i ideologiczne. Reksiści otrzymywali również pieniądze od faszystowskiego rządu włoskiego.

### Program polityczny
Program reksistów postulował moralną odnowę belgijskiego społeczeństwa w duchu nauki Kościoła katolickiego, poprzez utworzenie wspólnoty korporacjonistycznej i ograniczenia demokracji parlamentarnej. Korporacjonizm ten zakładał podział struktury państwa na dwie grupy: gospodarczą, obejmującą dziedziny mające związek z produkcją i podziałem dóbr (rolnictwo, przemysł, rzemiosło, handel, kredyt, transport, dobra ogólnego pożytku) oraz pozagospodarczą, zawierającą wszystkie pozostałe społeczne i kulturowe przejawy życia: armię, policję, sądownictwo, naukę i sztukę, oświatę i wychowanie, służbę zdrowia. Grupy te miały być reprezentowane w korporacyjnym parlamencie, wyłaniającym co pewien czas rząd. Nad wszystkim czuwałaby struktura, będąca czymś w rodzaju nadkorporacji, niezwiązana z żadną z dwóch prezentowanych wyżej grup. Jej zadaniem byłoby łagodzenie i zacieranie konfliktów oraz koordynacja działań i interesów czynnych grup w poszczególnych gałęziach produkcji.
W celu zagwarantowania ciągłości struktury, L. Degrelle dążył do ustanowienia korporacyjnej monarchii dziedzicznej, która mogłaby zapewnić w chwilach kryzysu stabilność władzy. Ponadto reksiści domagali się solidaryzmu społecznego, powrotu do tradycyjnych wartości, wprowadzenia silnego rządu, odpowiedzialnego tylko przed królem, zastąpienia głosowania powszechnego głosowaniem rodzin (z dopuszczeniem kobiet do prawa głosu i przyznaniem votum pluralnego głowie rodziny). Występowali przeciw materializmowi, uosabianemu przez przedstawicieli elit politycznych i finansowych, dla których Degrelle ukuł specjalne określenie – „banksterzy”. Oni to, na równi z marksizmem, stali się głównym celem jego ataków.
Partia głosiła poglądy antysemickie.

## Okupacja niemiecka
Po agresji Niemiec na Belgię 10 maja 1940 r., L. Degrelle został, z pogwałceniem immunitetu parlamentarnego, aresztowany wraz z ok. 1 tys. członków ruchu reksistowskiego i wydany Francuzom. Po powołaniu w podbitej Francji rządu Vichy uwolniono go i rozpoczął rozmowy z okupantem na temat utrzymania jedności państwowej Belgii.
Początkowo odżegnywał się od postawy kolaboracji z Niemcami. Zmienił jednak swoje nastawienie, kiedy integralności kraju zaczęło zagrażać popieranie przez Niemców separatystycznego ruchu flamandzkiego pod nazwą Niemiecko-Flamandzki Związek Pracy (DeVlag), którego przywódca Jef van de Wiele ogłosił, że Flamandowie są Niemcami w 100% i będą walczyć o przyjęcie do Rzeszy, a także dawnego sojusznika Stafa de Clerqa, przywódcę Flamandzkiego Związku Narodowego, który dążył do połączenia Flandrii z Holandią.
Leon Degrelle postanowił zabiegi dyplomatyczne połączyć z organizacją siły zbrojnej. W lipcu 1941 r. został sformowany do walki na froncie wschodnim Legion Waloński w ramach Wehrmachtu, w którego organizację bardzo mocno zaangażował się Degrelle i inni działacze ruchu rexistowskiego. Zdecydowaną większość ochotników do legionu stanowili reksiści. W sierpniu 1941 r. Legion został skierowany do okupowanej Polski, gdzie do grudnia uczestniczył głównie w zwalczaniu partyzantki, a od stycznia 1942 r. walczył na okupowanych obszarach ZSRR.
Walonowie, przeorganizowani w V Brygadę Szturmową „Wallonien”, a następnie 28 Ochotniczą Dywizję Grenadierów Pancernych SS „Wallonien”, zostali zdziesiątkowani w walkach nad Dnieprem i w tzw. kotle czerkaskim, a rozbici w okolicach Wrocławia. W kwietniu 1945 r. Degrelle wraz z resztkami swojej formacji bronił Berlina przed Armią Czerwoną, za co został odznaczonym Krzyżem Żelaznym. Po kapitulacji uciekł samolotem do Norwegii, a następnie do Hiszpanii gen. Francisco Franco. Mniejsza część reksistów, jak Theo Simon, czy Lucien Mayer, wstąpiła natomiast w szeregi ruchu oporu o charakterze katolickim, przekonawszy się o antysemityzmie i antyklerykalizmie Niemców.